# Philip Gröning
Philip Gröning  nacido el 7 de abril de 1959 en Düsseldorf es un director alemán, creador de  documentales y guionista.

## Carrera
Philip Gröning fue criado  en Alemania y EE. UU., pero se mudó varias veces. Estudio Medicina y Psicología antes de empezar en el  mundo del cine como suplente. En 1986 empieza hacer sus películas propias. Su primer documental fue The last Picture Taken . En 2005 obtiene un aclamado premio con Into Great Silence . En 2013 su película The Police Officer`s Wife fue  proyectada  en la principal competición en el 70.º Venice Festival de cine Internacional y ganó el Premio de Jurado Especial.
Philip Gröning fue  el presidente de jurado del Orrizonti section  en el Venice festival de cine internacional en 2006, miembro en el principal jurado internacional  en Venice internacional filmfestival en 2014, miembro del jurado en el Filmfest Múnich en 2009, y miembro de jurado en el Mensaje de Festival de Hombre en St Petersburg 2014. 
Philip da conferencias en el Baden-Württemberg Academia de Película desde  2001 y es un profesor en Escuela de Película Internacional en Cologne.
Es un miembro de la Academia de Películas alemanas, la Academia de Película europea y la Academia bávara de las bellas artes.

## Filmografía

### Ha Interpretado
- 1984 : Nebel jagen
- 1999 : Vampiro Virtual

### Ha dirigido
- 1988 : Summer
- 1992 : El Terrorista
- 1998 : Philosophie
- 2000 : L'Amour, l'argent, l'amour (traducido a inglés cuando "Amor, Dinero, Amor")
- 2005 : El Gran Silencio
- 2013 : la mujer del Agente Policial

## Premios y distinciones
Festival Internacional de Cine de Venecia
| Año  | Categoría                  | Película             | Resultado |
| ---- | -------------------------- | -------------------- | --------- |
| 2013 | Premio Especial del Jurado | La mujer del policía | Ganador   |

- 2005 Bayerischer Filmpreis (Premios de Película bávara) Premio para Documental Mejor para A Silencio Grande.